# Phaethornis subochraceus
Phaethornis subochraceus е вид птица от семейство Колиброви (Trochilidae).

## Разпространение
Видът е разпространен в Боливия и Бразилия.